# 藤原邦基
藤原 邦基（ふじわら の くにもと）は、平安時代前期から中期にかけての公卿。藤原北家、左大臣・藤原良世の五男。官位は従三位・中納言。

## 経歴
寛平5年（893年）文章生に補せられ、宇多朝では弾正少忠・兵部少丞を務める。
醍醐天皇が即位した翌年の昌泰元年（898年）弟の恒佐に2年遅れて従五位下に叙爵。醍醐朝前半は能登権守・因幡守・武蔵守等主に地方官を歴任し、延喜7年（907年）正月に従五位上に叙される。延喜12年（912年）左少弁に任ぜられると、延喜13年（913年）右中弁、延喜14年（914年）正五位下、延喜16年（916年）左中弁、延喜17年（917年）従四位下と、醍醐朝中期からは一転して弁官を歴任しながら順調に昇進を果たした。延喜21年（921年）参議に任じられ、恒佐に6年遅れて公卿に列す。議政官として左右大弁や皇太子・寛明親王（後の朱雀天皇）の春宮大夫等を兼帯している。
延長8年（930年）朱雀天皇の即位に伴って、前春宮大夫の功労により従三位・中納言に叙任され、ついに弟・恒佐に官位面で肩を並べた。しかし、承平2年（932年）正月に恒佐は正三位に叙せられて再び位階で差をつけられると、邦基は同年3月8日薨去。享年58。最終官位は中納言従三位。

## 官歴
『公卿補任』による。
- 寛平5年（893年） 秋：文章生（字左藤生）
- 寛平7年（895年） 8月16日：弾正少忠
- 寛平9年（897年） 7月26日：兵部少丞
- 昌泰元年（898年） 11月21日：従五位下（太皇太后宮御給）
- 昌泰2年（899年） 3月7日：能登権守
- 昌泰3年（900年） 5月15日：刑部大輔
- 昌泰4年（901年） 2月19日：因幡守
- 延喜6年（906年） 8月28日：武蔵守
- 延喜7年（907年） 正月7日：従五位上
- 延喜12年（912年） 10月5日：左少弁
- 延喜13年[1]（913年） ：4月15日 右中弁。6月21日：兼木工頭
- 延喜14年（914年） 正月7日：正五位下。2月3日：昇殿
- 延喜15年（915年） 6月25日：兼春宮亮（皇太子・保明親王）、去木工頭
- 延喜16年（916年） 3月25日：左中弁、亮如元
- 延喜17年（917年） 正月7日：従四位下
- 延喜21年（921年） 正月30日：参議、右大弁
- 延喜22年（922年） 正月7日：従四位上。正月30日：兼越前権守
- 延喜23年（923年） 正月12日：兼備前権守
- 延長元年（923年） 10月25日：兼勘解由長官、右大弁備前権守如元
- 延長3年（925年） 10月21日：兼春宮大夫（皇太子・寛明親王）、右大弁勘解由長官如元
- 延長6年（928年） 6月9日：兼左大弁、春宮大夫勘長官如元
- 延長7年（929年） 正月7日：正四位下。正月29日：兼讃岐権守、左大弁春宮大夫如元
- 延長8年（930年） 9月22日：止春宮大夫（醍醐天皇譲位）。10月16日：兼民部卿、左大弁如元。11月22日：従三位（即位日、前坊大夫労）。12月17日：中納言、民部卿如元
- 承平2年（932年） 3月8日：薨去（中納言従三位）

## 系譜
『尊卑分脈』による。
- 父：藤原良世
- 母：船副使麻呂の娘
- 生母不詳の子女
  - 男子：藤原清時
  - 男子：藤原清理